# 托尔贝恩·贝里曼
托尔贝恩·奥拉夫·贝里曼（瑞典語：Torbern Olaf Bergman，1735年3月20日—1784年7月8日），瑞典化学家、矿物学家。

## 生平
1735年，出生于瑞典卡特琳娜贝里（Katharinberg）。17岁，进入乌普萨拉大学学习。后成为教授。1764年，成为瑞典皇家科学院院士。1765年，成为英国皇家学会会士。
贝里曼主要科学贡献在为化学定量分析的改进，发展了基于化学性质的矿物分类体系。

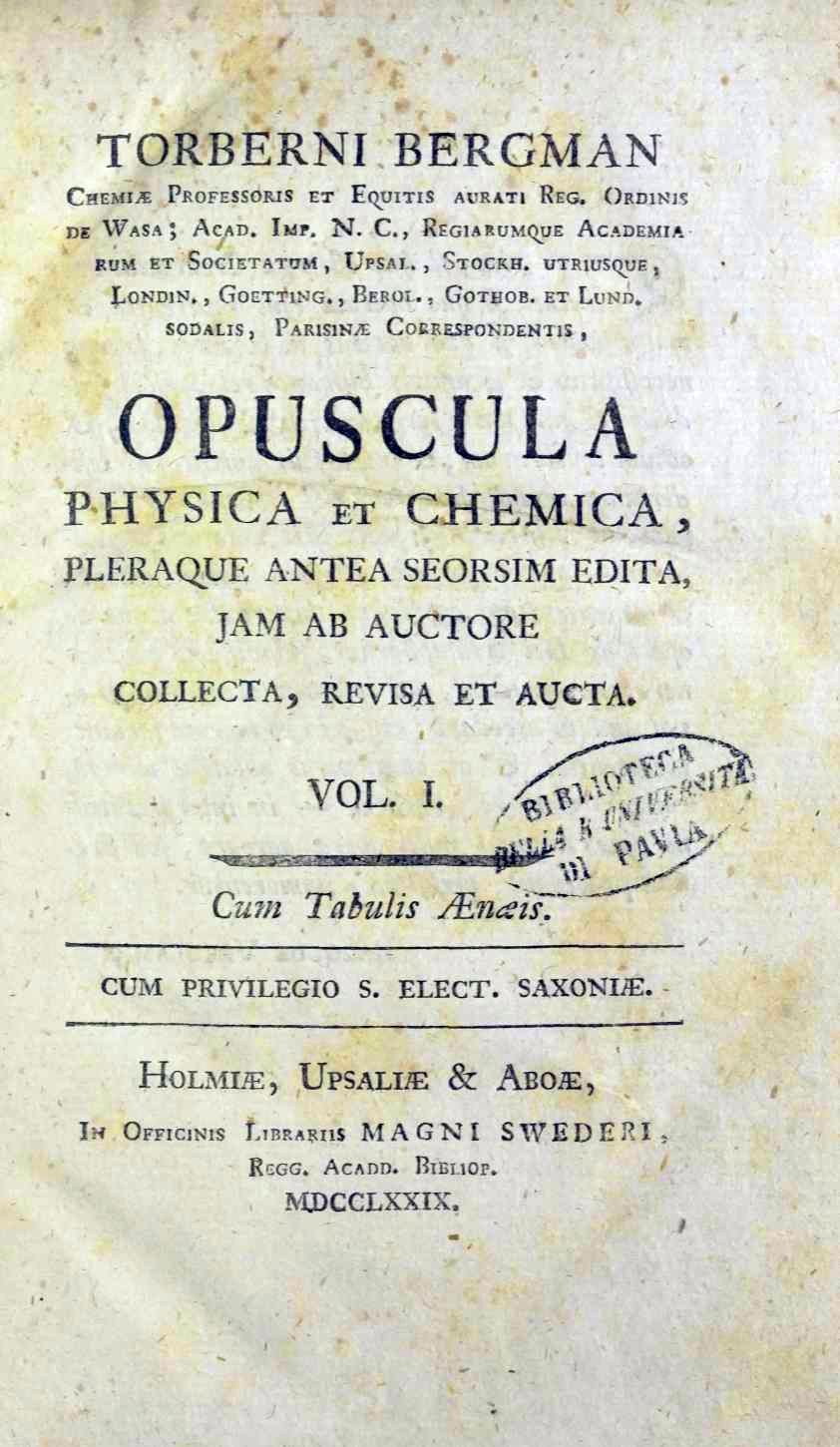
Opuscula physica et chemica, 1779